# Đôi dép (bài thơ)
Đôi dép là tên một bài thơ của tác giả Nguyễn Trung Kiên viết về tình yêu và nổi tiếng vì được lan truyền trên mạng toàn cầu.

## Hoàn cảnh ra đời
Bài thơ Đôi dép được tác giả sáng tác năm 1995 khi mới 22 tuổi, chưa có người yêu và đang mơ tưởng về một tình yêu chung thủy. Một lần tình cờ trong buổi sinh hoạt ở câu lạc bộ thơ, Nguyễn Trung Kiên và cô bạn có cuộc tranh luận nảy lửa về đôi dép, về vấn đề, một đôi dép thì cái nào mòn trước. Nhiều ý kiến trái ngược nhau. Về nhà, Nguyễn Trung Kiên suy nghĩ về đôi dép và bắt đầu hình thành những vần thơ nói về nó. Một ý tưởng mới được hình thành, ông đã mượn hình ảnh của tình yêu để nói về đôi dép. Buổi sinh hoạt lần sau, ông đã mang bài thơ lên tặng bạn hôm nọ và đọc cho cả CLB nghe. Bài thơ được in lần đầu ở tờ Thế giới Mới số 266 ngày 15/12/1997 (trang 91).

## Tác giả
Về tác giả của bài thơ, hiện có nhiều tranh cãi. Đa số cho là Nguyễn Trung Kiên, một số cho là Thuận Hóa, lại có một số ý kiến cho đây là một bài thơ dịch của nhà thơ Puskin.
Các báo chí chính thức tại Việt Nam đều khẳng định tác giả của bài thơ Đôi dép là của Nguyễn Trung Kiên, như nhà báo Thanh Hải trên tờ Pháp Luật, chương trình Netviet stories trên kênh VTC10 Netviet, trang Áo trắng của báo Tuổi Trẻ (tháng 9/1997). Tuy nhiên, khi báo Dân Trí giới thiệu bài thơ Đôi dép của tác giả Nguyễn Trung Kiên vào ngày 8 tháng 10 năm 2011 thì có rất nhiều ý kiến phản hồi của độc giả về vấn đề tác giả của bài thơ. Sau 2 ngày, phóng viên báo Dân Trí đã viết một bài mới với tựa đề "Tác giả "Đôi dép" - anh là ai?" tóm tắt lại các ý kiến của độc giả với nhiều tác giả được đưa ra như Nguyễn Trung Kiên, Thuận Hóa, Pushkin, Hoàng Anh Tú, Nguyễn Quốc Huy. Năm 2012, báo Người đưa tin  (cơ quan của Hội luật gia Việt Nam), báo Văn hóa và đời sống Thanh Hóa tiếp tục khẳng định Nguyễn Trung Kiên là tác giả bài thơ.

## Giải thưởng
Bài thơ đã được Giải Nhì chương trình "Tiếng thơ sinh viên" 1998 của Nhà Văn hóa Thanh Niên Thành phố Hồ Chí Minh (Giải Nhất là bài Không đề của Trần Đình Thọ).

## Ảnh hưởng
Bài thơ của Nguyễn Trung Kiên được đưa lên mạng toàn cầu, được cho là đã được truyền tay nhau đọc, rồi in photo, phóng to các cỡ. Báo chí tường thuật là có gia đình còn lồng khung kính treo ở vị trí trang trọng và đã có người so sánh bài thơ với sự trường cửu của Màu tím hoa sim (Hữu Loan), Núi đôi của Vũ Cao, Quê hương (Giang Nam),.... Bài thơ đã được ông Nguyễn Bá Thanh (lúc còn là Bí thư Thành ủy Đà Nẵng) đọc trong buổi nói chuyện giữa ông và 130 ông chồng có hành vi bạo lực với vợ diễn ra vào ngày 5/8/2009.
Theo bà Đoàn Thị Lam Luyến – Chủ tịch Hiệp hội Quyền Sao chép, việc khai thác và bảo vệ bản quyền thơ ở Việt Nam vẫn chưa thực sự hiệu quả, bởi nếu làm tốt, có những bài thơ thu được hàng tỷ đồng, chứ không phải chỉ vài trăm triệu... Bà Lam Luyến đã đưa ra dẫn chứng: Bài thơ về đôi dép của tác giả Nguyễn Trung Kiên, một người không phải là Hội viên Hội Nhà văn Việt Nam, nhưng với bài thơ ca ngợi tình yêu với hình tượng về đôi dép, viết rất hay, đã đạt hơn 2 triệu người truy nhập trên mạng, nếu thu phí, bài thơ có thể thu được trên 2 tỷ đồng tiền tác quyền.
Một nhà thơ khác là Phạm Trung đã sáng tác một ca khúc với tựa đề Bài thơ đôi dép phỏng theo bài thơ cùng tên của Nguyễn Trung Kiên.